# Brody (Ucrânia)
Brody (em ucraniano:  Броди; em polonês/polaco:  Brody; em alemão:  Brody; em russo:  Броды, transl. Brody; em iídiche:  בראָד) é uma cidade da Ucrânia, situada no Oblast de Leópolis. Tem 8,67 km² de área e sua população em 2020 foi estimada em 23.454 habitantes.